# 小坂佐久馬
小坂 佐久馬（こさか さくま、1906年（明治39年）1月8日 - 1988年（昭和63年）7月20日）は、昭和期の日本の出版事業家。

## 来歴
現在の北海道旭川市に生まれる。
1928年、旭川師範学校（現在の北海道教育大学旭川校）を卒業後、北海道の小学校で教員として勤務した。
穂高書房社長などを経て、1948年に教育出版専務となる。以後、副社長（1963年）を経て、1967年に社長に就任した。1975年に会長となり、のち相談役に退く。

## 受賞歴
- 勲四等旭日小綬章 - 1976年